# Gouvernement Jules Méline
Troisième République
Gouvernement Léon Bourgeois Gouvernement Henri Brisson II
Le gouvernement Jules Méline est le gouvernement de la Troisième République en France du 29 avril 1896 au 28 juin 1898.

## Composition

### Ministres nommés le 29 avril 1896[1]
| Fonction | Fonction                           | Image | Nom          | Parti politique                                                        |
| -------- | ---------------------------------- | ----- | ------------ | ---------------------------------------------------------------------- |
|          | Président du Conseil des ministres |       | Jules Méline | Alliance des républicains progressistes (Républicains de gouvernement) |

| Fonction | Fonction                                                         | Image | Nom                  | Parti politique                                                        |
| -------- | ---------------------------------------------------------------- | ----- | -------------------- | ---------------------------------------------------------------------- |
|          | Ministre de l'Agriculture                                        |       | Jules Méline         | Alliance des républicains progressistes (Républicains de gouvernement) |
|          | Ministre de la Justice                                           |       | Jean-Baptiste Darlan | Union progressiste                                                     |
|          | Ministre des Affaires étrangères                                 |       | Gabriel Hanotaux     | Républicain opportuniste                                               |
|          | Ministre de l’Intérieur                                          |       | Louis Barthou        | Association nationale républicaine (Gauche républicaine)               |
|          | Ministre des Finances                                            |       | Georges Cochery      | Républicains de gouvernement                                           |
|          | Ministre de la Guerre                                            |       | Jean-Baptiste Billot | Sénateur inamovible (Gauche républicaine)                              |
|          | Ministre de la Marine                                            |       | Gustave Besnard      | Indépendant                                                            |
|          | Ministre de l'Instruction publique, des Beaux-Arts et des Cultes |       | Alfred Rambaud       | Union républicaine                                                     |
|          | Ministre des Travaux publics                                     |       | Adolphe Turrel       | Union progressiste                                                     |
|          | Ministre du Commerce, de l'Industrie, des postes et télégraphes  |       | Henry Boucher        | Républicains de gouvernement                                           |
|          | Ministre des Colonies                                            |       | André Lebon          | Républicains progressistes, Républicains de gouvernement               |

### Remaniement du 26 septembre 1897
L'administration des Cultes est détachée de l'Instruction publique et rattachée au ministère de la Justice.

### Remaniement du 1erdécembre 1897
Jean-Baptiste Darlan, ministre de la Justice et des Cultes est interpellé le 30 novembre 1897, au Sénat, sur l'installation de deux magistrats dans des conditions illégales, le serment ayant été remplacée par la lecture de deux télégrammes reproduisant la formule du serment accompagnée du nom des deux magistrats. Cette précipitation s'expliquait, selon Joseph Fabre, par le désir de donner au plus vite un nouveau poste au juge d'instruction de Rodez, afin que celui-ci, puisse se présenter à Rodez lors des élections législatives de 1898. Le Sénat, après avoir écarté l'ordre du jour initial à une voix de majorité, vota un ordre du jour de blâme. Darlan démissionna le lendemain.

### Remaniement du 3 décembre 1897
| Fonction | Fonction                             | Image | Nom             | Parti politique                                                                |
| -------- | ------------------------------------ | ----- | --------------- | ------------------------------------------------------------------------------ |
|          | Ministre de la Justice et des Cultes |       | Victor Milliard | Association nationale républicaine (Gauche républicaine et Union républicaine) |

## Politique menée

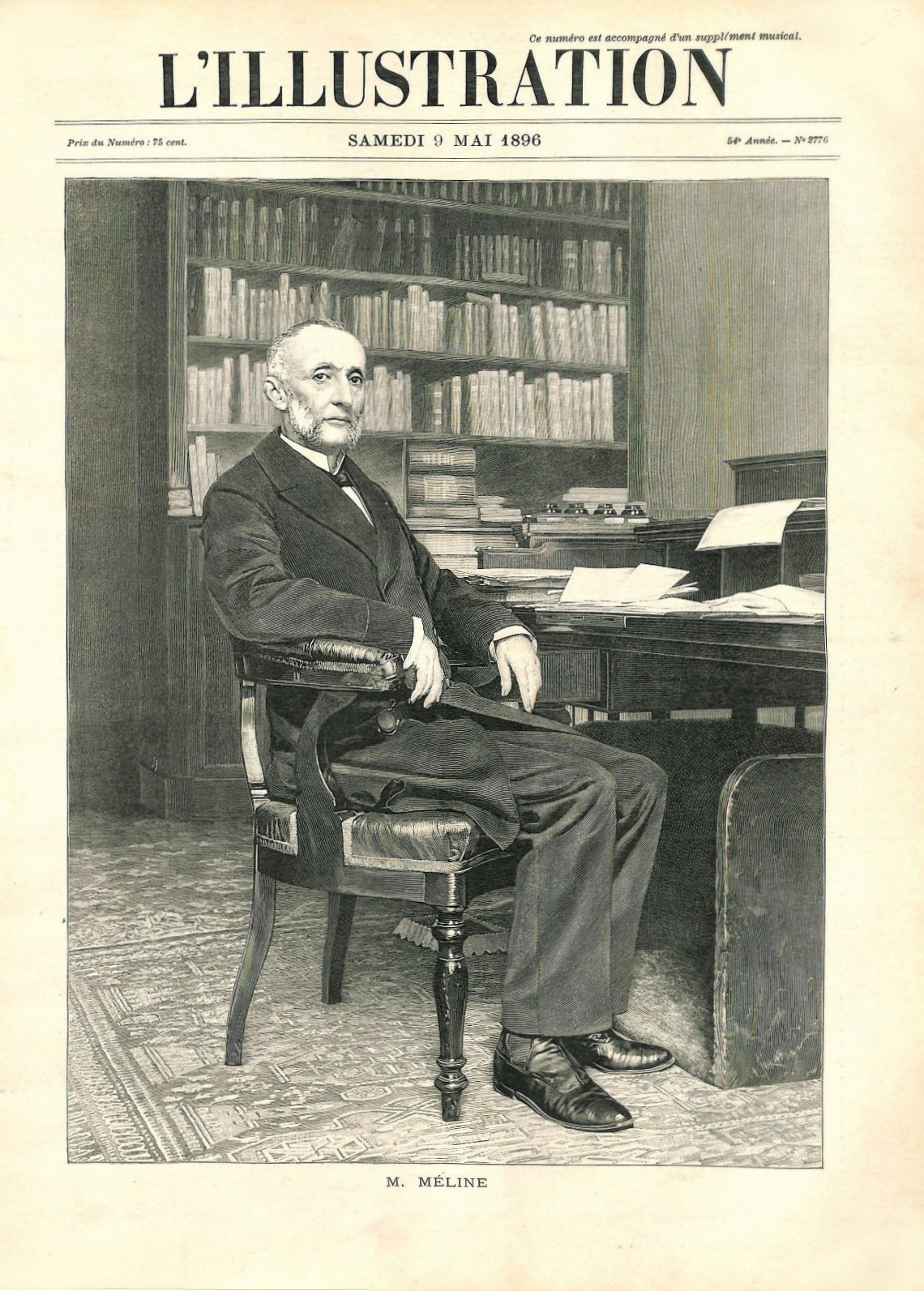
Jules Méline, président du Conseil, en une de L'Illustration, le 9 mai 1896.

Jules Méline, à la fois Président du Conseil et ministre de l'Agriculture, profite de ce relativement long gouvernement pour parachever le système protectionniste auquel il travaille depuis longtemps. Par ailleurs, il cherche et réussit à assurer un bon équilibre budgétaire tout en écartant la création d'un impôt sur le revenu, ce qui lui attire la sympathie des entrepreneurs et des agriculteurs, mais aussi l’hostilité des socialistes et des ouvriers. Cependant, pour ces derniers, il met en place la première législation sur les accidents du travail, sur l’hygiène et la sécurité des travailleurs, ainsi que sur les sociétés de secours mutuel.

## Fin du gouvernement et passation des pouvoirs
Le 15 juin 1898, Jules Méline présente la démission du Gouvernement au président de la République, Félix Faure.
Le 16 juin 1898, Faure charge Alexandre Ribot à la formation du prochain ministère, mais celui-ci échoue.
Le 19 juin 1898, le président engage Ferdinand Sarrien à la composition du nouveau gouvernement, mais après avoir (presque) réussi sa mission, il échoue.
Le 23 juin 1898, Paul Peytral (plusieurs fois ministres sous Jules Grévy et Sadi Carnot) accepte la demande du président de former le gouvernement, ce qui conduit à un nouvel échec.
Le 26 juin 1898, Henri Brisson est demandé à former le nouveau cabinet, il accepte la proposition.
Le 28 juin 1898, le second cabinet Brisson réussit à se former et prend place, après presque deux semaines de crise ministérielle.